# Prochilodus
Genre
Prochilodus est un genre de poissons téléostéens de la famille des Prochilodontidae et de l'ordre des Characiformes. Le genre Prochilodus regroupe plusieurs espèces de poissons américains.

## Liste d'espèces
Selon FishBase (19 juin 2015) :
- Prochilodus argenteus Spix & Agassiz, 1829
- Prochilodus brevis Steindachner, 1875
- Prochilodus britskii Castro, 1993
- Prochilodus costatus Valenciennes, 1850
- Prochilodus hartii Steindachner, 1875
- Prochilodus lacustris Steindachner, 1907
- Prochilodus lineatus (Valenciennes, 1837)
- Prochilodus magdalenae Steindachner, 1879
- Prochilodus mariae Eigenmann, 1922
- Prochilodus nigricans Spix & Agassiz, 1829
- Prochilodus reticulatus Valenciennes, 1850
- Prochilodus rubrotaeniatus Jardine, 1841
- Prochilodus vimboides Kner, 1859